# Senescenza (botanica)
In botanica, la senescenza è la fase successiva alla maturazione del frutto. 
In questo periodo i frutti cadono, molte foglie sono già state private di quel che resta del nutrimento e sono cadute da tempo, altre sono in fase di distaccamento ma non prima di venirne assorbite sostanze utili che la pianta conserverà nel legno per l'anno successivo. 
In questa fase la pianta va in uno stato di riposo, c'è una grande attività delle radici per recuperare dal terreno le energie spese per l'enorme sforzo fatto durante la maturazione. 
In questa fase il seme contenuto dentro il frutto, che nel frattempo si è staccato dalla pianta, non è più inibito da quest'ultima (inibizione ottenuta per disidratazione coatta, che serve a non far germinare il seme mentre è ancora sulla pianta) e in giro di qualche mese (in coincidenza con la primavera) inizierà a germinare. 
Finito il periodo di riposo la pianta entrerà nella fase di fioritura.